# NGC 7766
NGC 7766 is een compact sterrenstelsel in het sterrenbeeld Pegasus. Het hemelobject werd op 9 oktober 1872 ontdekt door de Britse astronoom Ralph Copeland.

## Synoniemen
- MCG 4-56-17
- ZWG 477.18
- NPM1G +26.0551
- PGC 72611